# Avenida Defensores del Chaco (Paraguay)
La Avenida Defensores del Chaco, también conocida tradicionalmente como Calle Última, es una importante Avenida-Autovía de Paraguay. Tiene aproximadamente 8,7 km de extensión, cuenta con 4 y 2 carrilles según el recorrido, accesos a nivel y desnivel.
Nace en la ciudad de Villa Elisa, frente mismo a la planta Petropar (y continuación de la Avda. Américo Picco). Luego sirve de divisoria entre Villa Elisa y Lambaré hasta el viaducto "4 mojones", donde limitan Villa Elisa, Lambaré, Fernando de la Mora y Asunción; posteriormente sirve de divisoria entre Fernando de la Mora y el Barrio San Pablo de Asunción. Después del viaducto "Calle Última" (Eusebio Ayala), pasa a llamarse Avenida Madame Lynch, finalmente Avda. Dr. Esteban Semidei, y termina en la Ruta Transchaco.

## Toponimia
Se llama "Defensores del Chaco", en honor a los soldados que lucharon en dicha guerra (1932-1935).

## Importancia
En ella se encuentra el Mercado Central de Abasto, principal centro comercial de Asunción y Gran Asunción, siguiéndole el Mercado 4. Al tratarse de una de las vías circulatorias de mucho tráfico, fundamental para el comercio e industrias, la rapidez que tiene esta avenida para conectar los Accesos Norte y Sur, principales canales de entrada y salida a la capital, generan una sumatoria de factores que han vuelto a esta arteria muy atractiva para que las empresas instalen sus sedes. Actualmente se observan construcciones de gran porte, algunas ya operando.
Esta avenida tiene como principal ventaja su cercanía y facilidad de acceso a los principales centros de desarrollo del país y de la capital.
Hacia el Sur, la avenida Defensores del Chaco accede a la vía de conexión con la Ruta PY01 (Acceso Sur hasta julio de 2019), donde el comercio y la industria accede a una amplia franja de la población de ciudades como Ñemby, San Antonio, Ypané, Guarambaré e Itá, entre otros. Hacia el Norte, a través de su continuación Madame Lynch se conecta con la ruta Transchaco, el bario como Loma Pytá, Mariano Roque Alonso, Limpio, Emboscada y al Chaco cruzando Puente Remanso.

## Infraestructura
La avenida está asfaltada en su totalidad. Su anchura varía de acuerdo a los barrios en los que pasa, existen 2 pasos a desnivel en su intersección con la Ruta PY01 y Avda. Eusebio Ayala.

## Viabilidad
La avenida es de doble sentido hasta el viaducto "4 mojones", luego es de 4 carriles hasta el final.